# وعلاناوات
الوعلاناوات (الاسم العلمي:Commelinoideae) هي أسرة من النباتات تتبع فصيلة الوعلانية من الرتبة الوعلانيات.

## قبائل
- الوعلاناوية

## أجناس
- الوعلان